# 実乗院 (加須市)
実乗院（じつじょういん）は、埼玉県加須市にある真言宗智山派の寺院。

## 歴史
創建年代は不明である。ただ1605年（慶長10年）寂の法印弘源が開山していることから、それよりも少し前に創建されたものと推測される。法印弘源は同市根古屋の金剛院を中興した僧侶で、自分の隠居寺として創建した。
境内には1760年（宝暦10年）に造立された石橋供養塔がある。そこには「南江戸大山川こえ道」と刻まれている。これは相模国（現・神奈川県）の霊山として知られた大山を参詣する人々によって建てられたものである。また板石塔婆もあり、最古のものは当院の開山よりも古い1319年（文保3年）のものである。

## 交通アクセス
- 路線バスプラザきさい停留所より徒歩2分。